# Академічне веслування на Літній універсіаді 2013 — одиночка (жінки)
Змагання серед одиночок з академічного веслування серед жінок на XXVII Всесвітній Літній Універсіаді пройшли з 6 по 8 липня.

## Призери
| Золото                          | Срібло                    | Бронза                   |
| Наталія Довгодько Україна (UKR) | Їтка Антосова Чехія (CZE) | Ельза Гулбе Латвія (LAT) |

## Результати

### Попередній етап
На попередньому етапі пройшло 2 заїзди, за результатами яких дві найкращі спортсменки в кожному з них напряму пройшли у фінал A, решта спортсменок взяли участь у втішному заїзді.

#### Заїзд 1
| Місце | Спортсмен         | 500 м   | 1000 м  | 1500 м  | Час     |
| ----- | ----------------- | ------- | ------- | ------- | ------- |
| 1     | Їтка Антосова     | 1:57.68 | 4:00.36 | 6:06.07 | 8:09.74 |
| 2     | Моніка Дукарський | 1:58.72 | 4:03.94 | 6:09.66 | 8:11.43 |
| 3     | Юлія Волгіна      | 1:59.21 | 4:05.34 | 6:11.67 | 8:14.16 |
| 4     | Єва Адомавіцюте   | 2:00.09 | 4:05.65 | 6:12.39 | 8:20.47 |
| 5     | Агнешка Кобус     | 1:57.96 | 4:04.76 | 6:15.62 | 8:25.93 |

#### Заїзд 2
| Місце | Спортсмен          | 500 м   | 1000 м  | 1500 м  | Час     |
| ----- | ------------------ | ------- | ------- | ------- | ------- |
| 1     | Наталія Довгодько  | 1:55.70 | 3:59.29 | 6:04.80 | 8:10.72 |
| 2     | Ельза Гулбе        | 1:56.74 | 4:00.11 | 6:06.52 | 8:15.35 |
| 3     | Кайса Паюсалу      | 1:57.89 | 4:05.00 | 6:16.57 | 8:27.09 |
| 4     | Вірхінія Рівас     | 2:03.84 | 4:16.29 | 6:31.97 | 8:45.79 |
| 5     | Карен-Марі Бельсбю | 2:08.52 | 4:27.12 | 6:48.47 | 9:08.02 |

### Утішливий заїзд
За підсумками втішного заїзду дві найкращі спортсменки пройшли у фінал A, спортсменки, які посіли місця з 3 по 5, пройшли у фінал B. Спортсменка з Естонії не змогла стартувати.
| Місце | Спортсмен          | 500 м   | 1000 м  | 1500 м  | Час     |
| ----- | ------------------ | ------- | ------- | ------- | ------- |
| 1     | Агнешка Кобус      | 2:12.86 | 4:32.65 | 6:52.30 | 9:13.76 |
| 2     | Юлія Волгіна       | 2:11.59 | 4:30.37 | 6:53.10 | 9:14.77 |
| 3     | Єва Адомавіцюте    | 2:13.16 | 4:35.18 | 6:57.38 | 9:20.24 |
| 4     | Вірхінія Рівас     | 2:16.40 | 4:41.18 | 7:09.01 | 9:40.76 |
| 5     | Карен-Марі Бельсбю | 2:21.74 | 4:49.87 | 7:20.62 | 9:54.65 |
| 6     | Кайса Паюсалу      | DNS     | DNS     | DNS     | DNS     |

### Фінали

#### Фінал B
| Місце | Спортсмен          | 500 м   | 1000 м  | 1500 м  | Час     |
| ----- | ------------------ | ------- | ------- | ------- | ------- |
| 1     | Єва Адомавіцюте    | 2:04.45 | 4:09.83 | 6:16.12 | 8:19.40 |
| 2     | Вірхінія Рівас     | 2:04.78 | 4:13.24 | 6:23.61 | 8:34.10 |
| 3     | Карен-Марі Бельсбю | 2:10.02 | 4:23.61 | 6:37.62 | 8:50.78 |

#### Фінал A
| Місце | Спортсмен         | 500 м   | 1000 м  | 1500 м  | Час     |
| ----- | ----------------- | ------- | ------- | ------- | ------- |
| 1     | Наталія Довгодкьо | 1:56.91 | 4:02.60 | 6:13.76 | 8:16.68 |
| 2     | Їтка Антосова     | 2:01.77 | 4:07.38 | 6:17.05 | 8:17.01 |
| 3     | Ельза Гулбе       | 2:01.23 | 4:06.58 | 6:18.45 | 8:23.32 |
| 4     | Моніка Дукарський | 2:00.92 | 4:10.36 | 6:27.00 | 8:36.51 |
| 5     | Агнешка Кобус     | 2:03.86 | 4:14.26 | 6:30.93 | 8:40.78 |
| 6     | Юлія Волгіна      | 2:04.24 | 4:17.64 | 6:36.31 | 8:48.90 |